# Halacritus marthoti
Halacritus marthoti är en skalbaggsart som beskrevs av Yves Gomy 1976. Halacritus marthoti ingår i släktet Halacritus och familjen stumpbaggar. Inga underarter finns listade i Catalogue of Life.